# Андриановка (река)
Андриа́новка — река в Мильковском районе Камчатского края России. Левый приток реки Камчатка.
Длина реки — 70 км. Площадь водосборного бассейна насчитывает 1190 км².
Образуется при слиянии рек Средняя Андриановка и Правая Андриановка возле урочища Асхадач. Высота истока над уровнем моря — 474,8 м. Впадает в Камчатку слева в 590 км от её устья, в 11 км к юго-западу от села Мильково.
Притоки:
- правые: Правая Андриановка[5], 2-я Шаромская, Шаромская, Коехина[6];
- левые: Средняя Андриановка[7], Стратиковская, Левая Андриановка[8].

В низовье от Андриановки отделяется ряд именованных проток: Подсопочный Ключ (левая), Экечь (Речка 1-я) (левая, впадает в Камчатку) и Поперечная (правая, впадает в Камчатку).

## Данные водного реестра
По данным государственного водного реестра России относится к Анадыро-Колымскому бассейновому округу.
Код водного объекта — 19070000112120000013154.

### Комментарии
1. ↑  Согласно государственному водному реестру, река Правая Андриановка является верхним течением Андриановки. Длина Андриановки (вместе с Правой Андриановкой) — 92 км.